# Trigonognathus kabeyai
Trigonognathus kabeyai es un escualiforme, el único miembro del género Trigonognathus, que habita cerca de Wakayama y Tokushima, Japón, en el océano Pacífico noroccidental a profundidades de entre 330 y 360 m. Su longitud máxima es de 47 cm.
Su reproducción es ovovivípara.